# Villa hilarii
Villa hilarii är en tvåvingeart som först beskrevs av Macquart 1840.  Villa hilarii ingår i släktet Villa och familjen svävflugor. Inga underarter finns listade i Catalogue of Life.